# سیارک ۵۱۷۸
سیارک ۵۱۷۸ (به انگلیسی: 5178 Pattazhy، نامگذاری:1989CD4) پنج هزار و صد و هفتاد و هشتمین سیارک کشف شده‌است که در ۱ فوریه ۱۹۸۹ کشف شد.
قدر مطلق سیارک برابر ۲۰.۴ است.